# Kościół Chrystusa Króla i Zwiastowania Najświętszej Maryi Panny w Rawiczu
Kościół Chrystusa Króla i Zwiastowania Najświętszej Maryi Panny w Rawiczu – rzymskokatolicki kościół parafialny w Rawiczu. Należy do dekanatu rawickiego. Mieści się na terenie działki pomiędzy ul. Kościelną a ul. Staszica. Najmłodsza z trzech katolickich świątyń w granicach miasta, jakkolwiek ze względów historycznych zwana rawicką farą. 

## Historia
Świątynia została wybudowana w latach 1900–1902 jako pierwsza katolicka w mieście zdominowanym przez protestantów. Wcześniej katolicy w Rawiczu korzystali z kościoła parafialnego w Łaszczynie, a także z kościoła franciszkanów reformatów pw. św. Antoniego, który znajdował się na terenie obecnego Zakładu Karnego. Samodzielna parafia w Rawiczu została erygowana w 1867 roku. Dzieło budowy oczekiwanego przez mieszkańców kościoła zostało zlecone ks. proboszczowi Pawłowi Damsowi. Projekt neogotyckiej budowli przygotował wrocławski architekt Alexis Langer, autor licznych kościołów Wielkopolski, Dolnego i Górnego Śląska. Pierwsza Msza święta w murach kościoła została odprawiona 14 października 1902 roku. Uroczystość konsekracji miała miejsce w dniu 5 maja 1907 pod przewodnictwem księdza biskupa Edwarda Likowskiego, sufragana poznańskiego. 
Pierwotne wezwanie to tytuł Zwiastowania Najświętszej Maryi Panny. W dniu 10 października 1961 roku otrzymała drugie wezwanie: "Chrystusa Króla", dzięki dekretowi prymasa Polski kardynała Stefana Wyszyńskiego. W dniu 22 maja 1993 roku ks. arcybiskup Jerzy Stroba erygował w świątyni kaplicę Wieczystej Adoracji. 

## Architektura

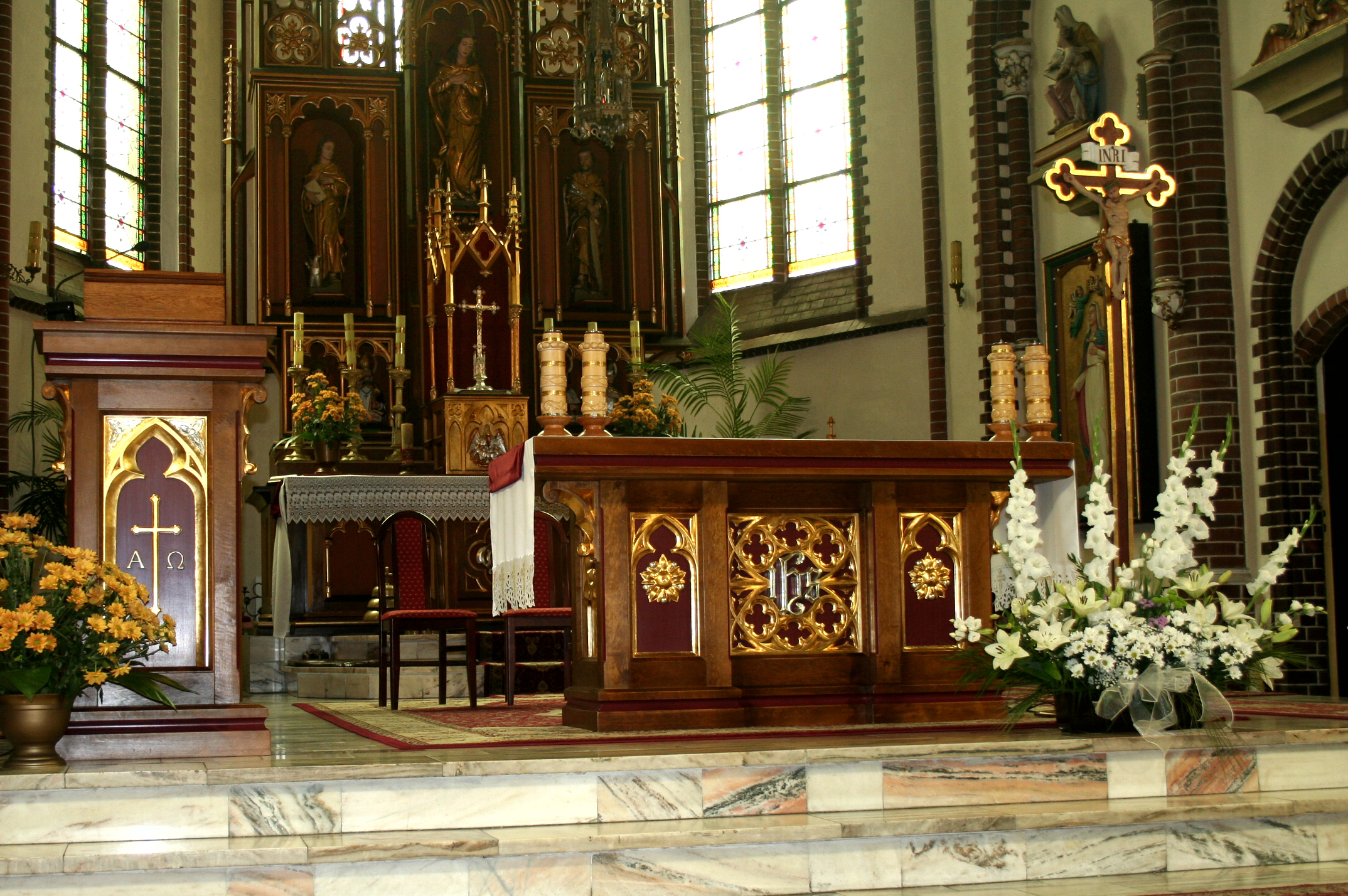
Wnętrze świątyni

Jest to kościół neogotycki, pseudohalowy. Strzelista oktagonalna wieża jest najwyższą budowlą w mieście. Wnętrze również neogotyckie: ołtarz wielki z 1902 roku (przebudowany w latach 1950–54 oraz 1974), dwa boczne ołtarze, w tym jeden (południowy) z obrazem Matki Bożej zw. Rawicką z 1871 roku (mal. Karl Wohnlich), ambona, organy, konfesjonały.
Potocznie zwany "czerwonym" kościołem.
W pobliżu kościoła znajduje się dom zakonny sióstr elżbietanek, budynek plebanii, skwer z figurą św. Stanisława Kostki oraz pomnik papieża św. Jana Pawła II na plantach.